# Gyptis
Gyptis es un género de plantas de la familia Asteraceae. Comprende 11 especies descritas y de esta, solo 2  aceptadas.  Es originario de Brasil.

## Descripción
Las plantas de este género solo tienen disco (sin rayos florales) y los pétalos son de color blanco, ligeramente amarillento blanco, rosa o morado (nunca de un completo color amarillo).

## Taxonomía
El género fue descrito por Alexandre Henri Gabriel de Cassini y publicado en Bull. Sci. Soc. Philom. Paris 1818: 139. 1818.

## Especies aceptadas
A continuación se brinda un listado de las especies del género Gyptis aceptadas hasta junio de 2012, ordenadas alfabéticamente. Para cada una se indica el nombre binomial seguido del autor, abreviado según las convenciones y usos.
- Gyptis inornata R.M.King & H.Rob.
- Gyptis vernoniopsis (Sch.Bip. ex Baker) R.M.King & H.Rob.